# 풍세면
풍세면(豊歲面)은 천안시 동남구의 면이다.

## 법정리
- 가송리 (佳松里)
- 남관리 (南館里)
- 두남리 (斗南里)
- 미죽리 (美竹里)
- 보성리 (寶城里)
- 삼태리 (三台里)
- 용정리 (龍井里)
- 풍서리 (豊西里)

## 주요 기관

### 경찰서
- 천안동남경찰서 풍세치안센터

### 우체국
- 풍세우체국

### 학교

#### 초등학교
- 미죽초등학교
- 천안용정초등학교
- 풍세초등학교

#### 중학교
- 광풍중학교

### 기업
- 현대약품 천안공장

## 교통

### 도로
- 지방도 제629호선